# Sint-Vincentiuskerk (Hattenheim)
De rooms-katholieke parochiekerk Sint-Vincentius (Duits: Pfarrkirche St. Vincentius) is een monumentaal kerkgebouw in Hattenheim, een Ortsbezirk van de Hessische stad Eltville am Rhein. Samen met de Petrus en Pauluskerk in Eltville, de Sint-Marcuskerk in Erbach en de Sint-Valentinuskerk in Kiedrich vormt het de parochie Eltville.

## Geschiedenis

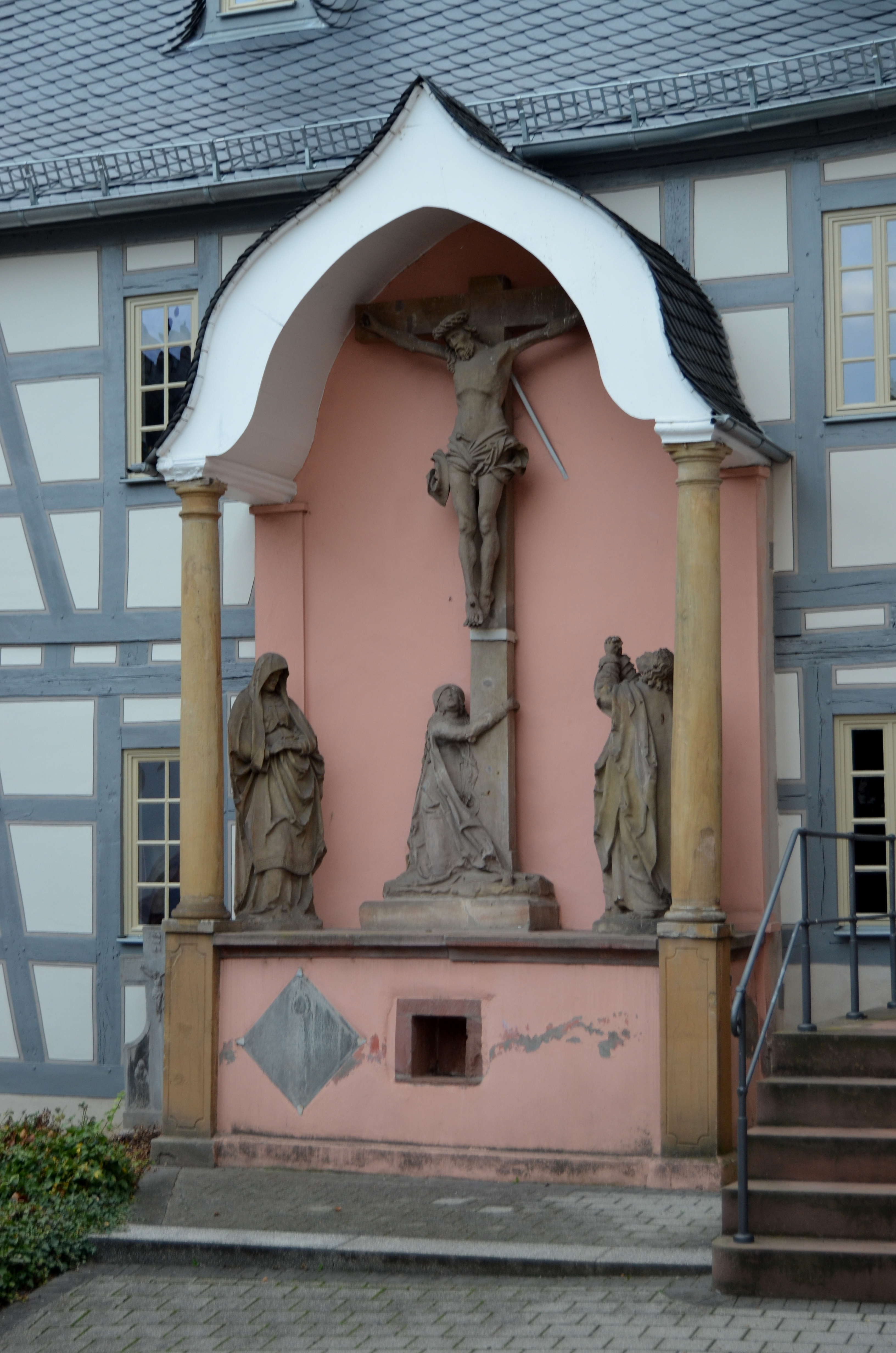
Kruisigingsgroep

De kerk werd aan de heilige martelaar Vincentius van Zaragoza gewijd. Zijn beeld, met in zijn hand het attribuut van een rooster, siert het ingangsportaal van de kerk.
Al in het jaar 995 bezat Hattenheim een eigen kapel. In dat jaar schonk aartsbisschop Williges van Mainz de gemeente het doop- en begrafenisrecht. De toren, zoals die er nu nog staat, werd in het jaar 1220 gebouwd. Uit oude documenten blijkt dat de kapel in de 13e eeuw te klein werd en een uitbreiding noodzakelijk was. In het jaar 1321 werd het vergrote godshuis door de Mainzer hulpbisschop Dithmarus ingewijd. Deze kapel stond oorspronkelijk aan de oostelijke kant van de huidige toren. De tegenwoordige sacristie wordt gevormd door een deel van dit oude kerkgebouw, dat volgens de overlevering aan de aartsengel Michaël toegewijd was. In dezelfde eeuw werd een kleine Margarethakapel ten zuiden van de toren gebouwd, die echter in 1820 werd afgebroken. Het oude kerkhof dat de kerk omgaf moest op aanwijzing van de Nassause overheid in 1824 worden opgeheven. De opgegraven resten werden in een knekelhuis onder de grond naast de kerk geborgen. De plaats van het knekelhuis is herkenbaar aan de muurnis aan de Hauptstraße.
In de 18e eeuw was het inwonertal van Hattenheim dermate gegroeid, dat de kleine kerk ontoereikend werd. Na 1730 werd begonnen met de planning en voorbereiding van de bouw van een geheel nieuw kerkschip. Op 1 april 1739 ving men aan met de sloop van de oude aan de oostelijke kant van de toren gelegen kerk.

## Huidige kerk
In de jaren 1739-1740 verrees een rechthoekige barokke zaalkerk met een ingesnoerd koor. De oude sacristie bleef echter, als deel van de oude kerk uit 1240, staan.
Aan het plafond zijn beschilderingen van Johann Voleanus te zien. Het homogene barokke interieur uit 1740 bleef geheel bewaard. Bij de kerk bevindt zich een kruisigingsgroep uit het atelier van Hans Backoffen, hetgeen in de jaren 1508-1510 ontstond.

## Orgel
Het orgel werd in 1906 door de orgelbouwfirma Johannes Klais uit Bonn gebouwd. Het instrument bevindt zich in een historische orgelkas van Johannes Kohlhaas de Oudere uit 1740. Het orgel heeft 23 registers verdeeld over twee manualen en pedaal.

## Afbeeldingen

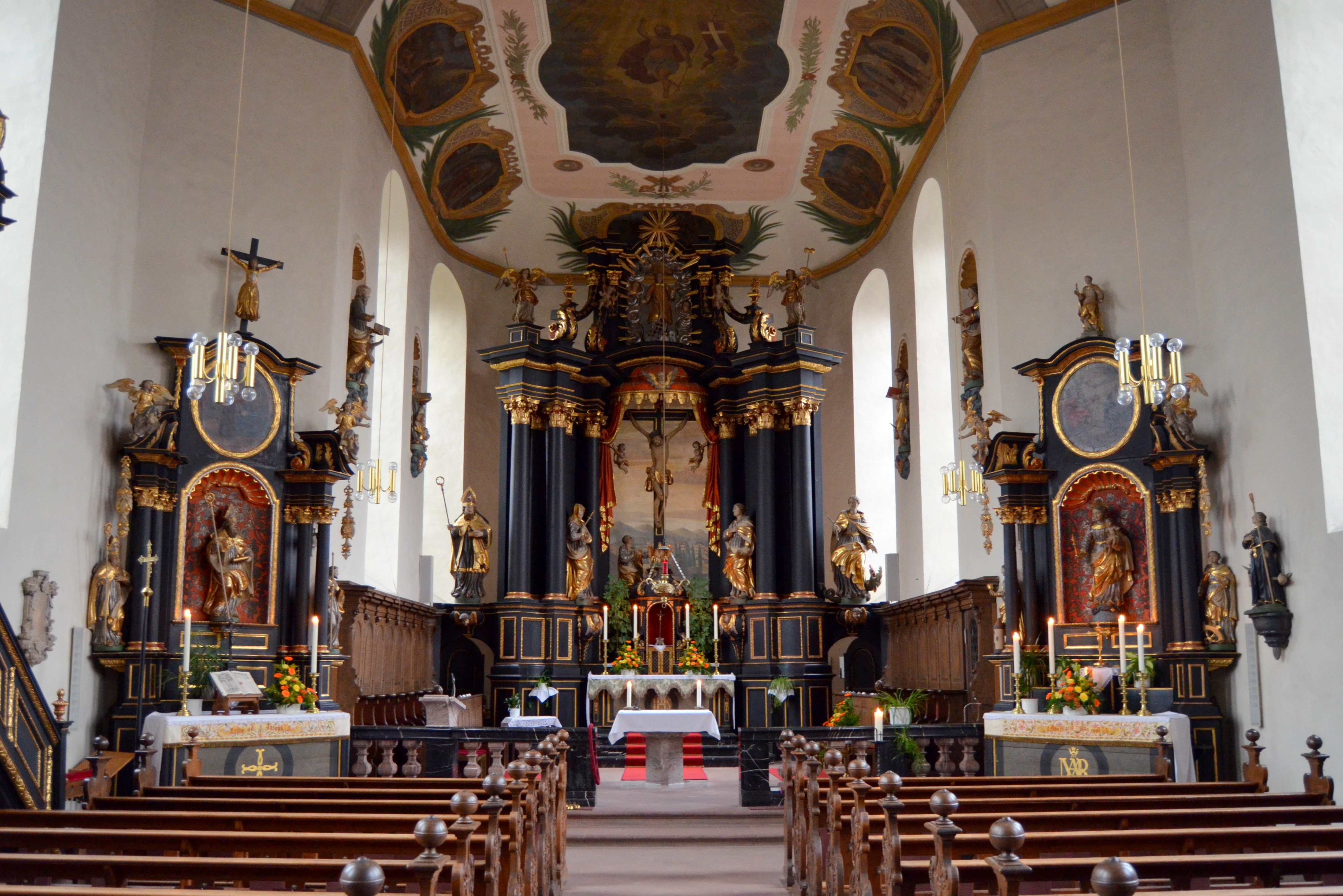
Inrichting van de kerk
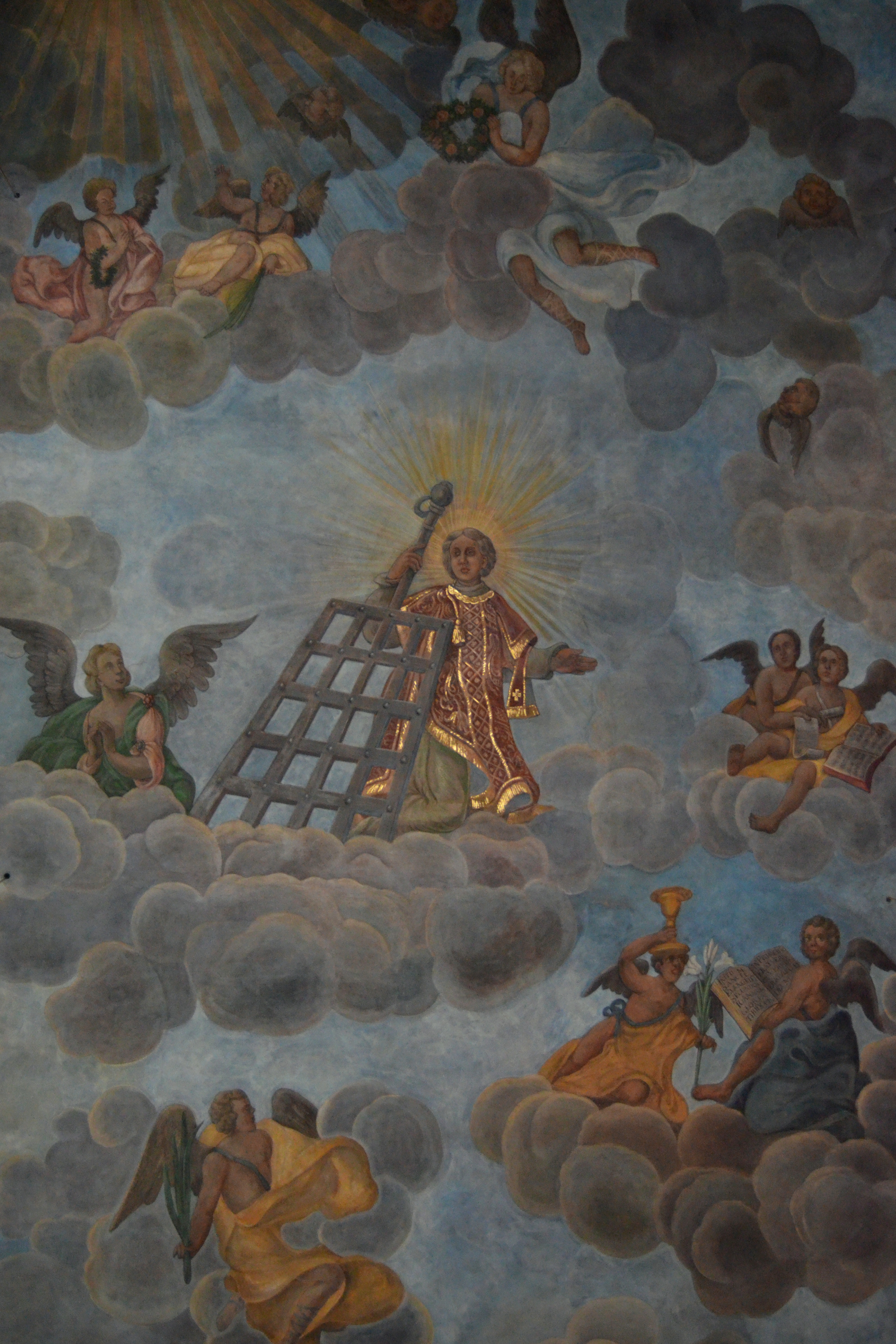
Plafondfresco
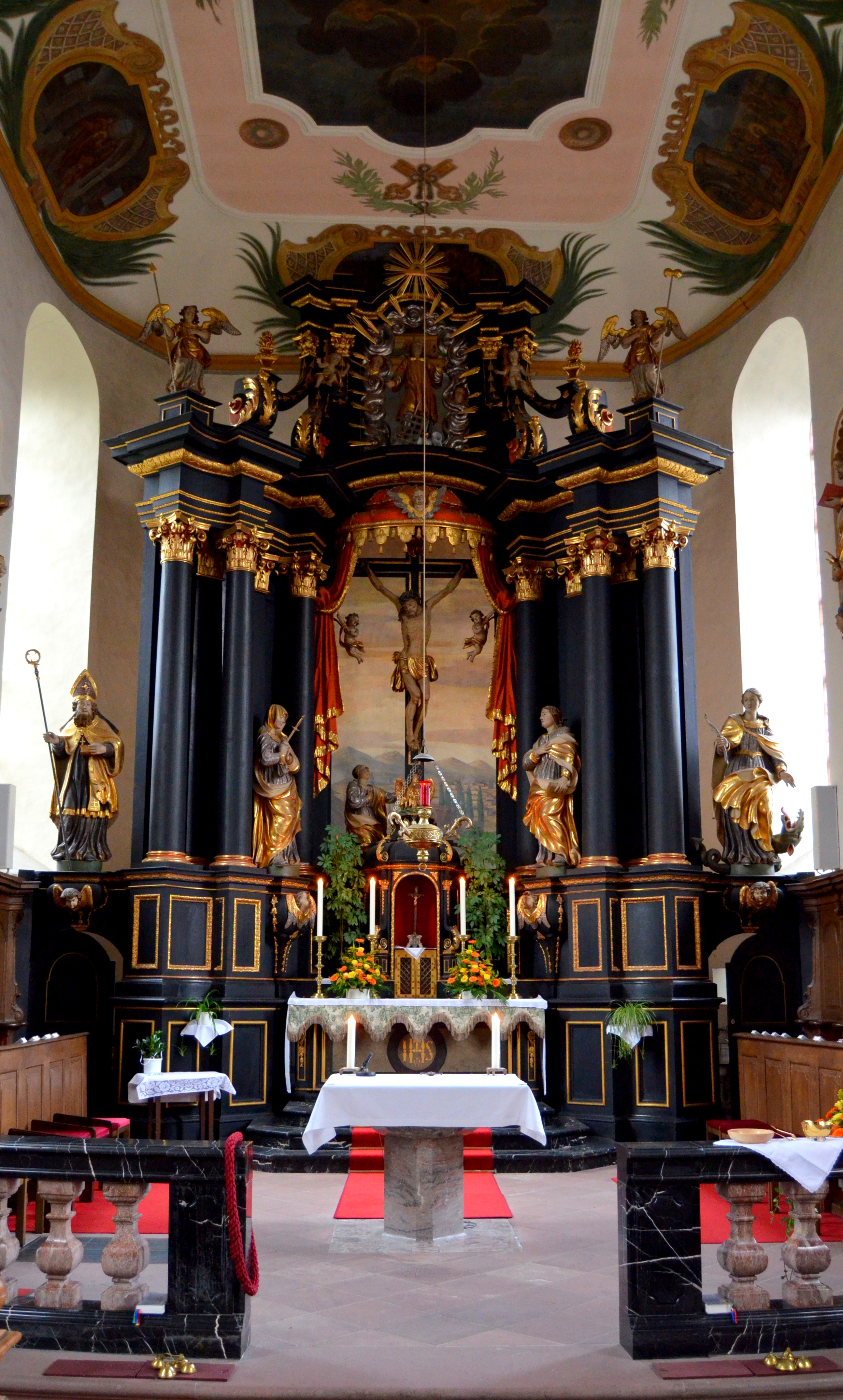
Hoogaltaar
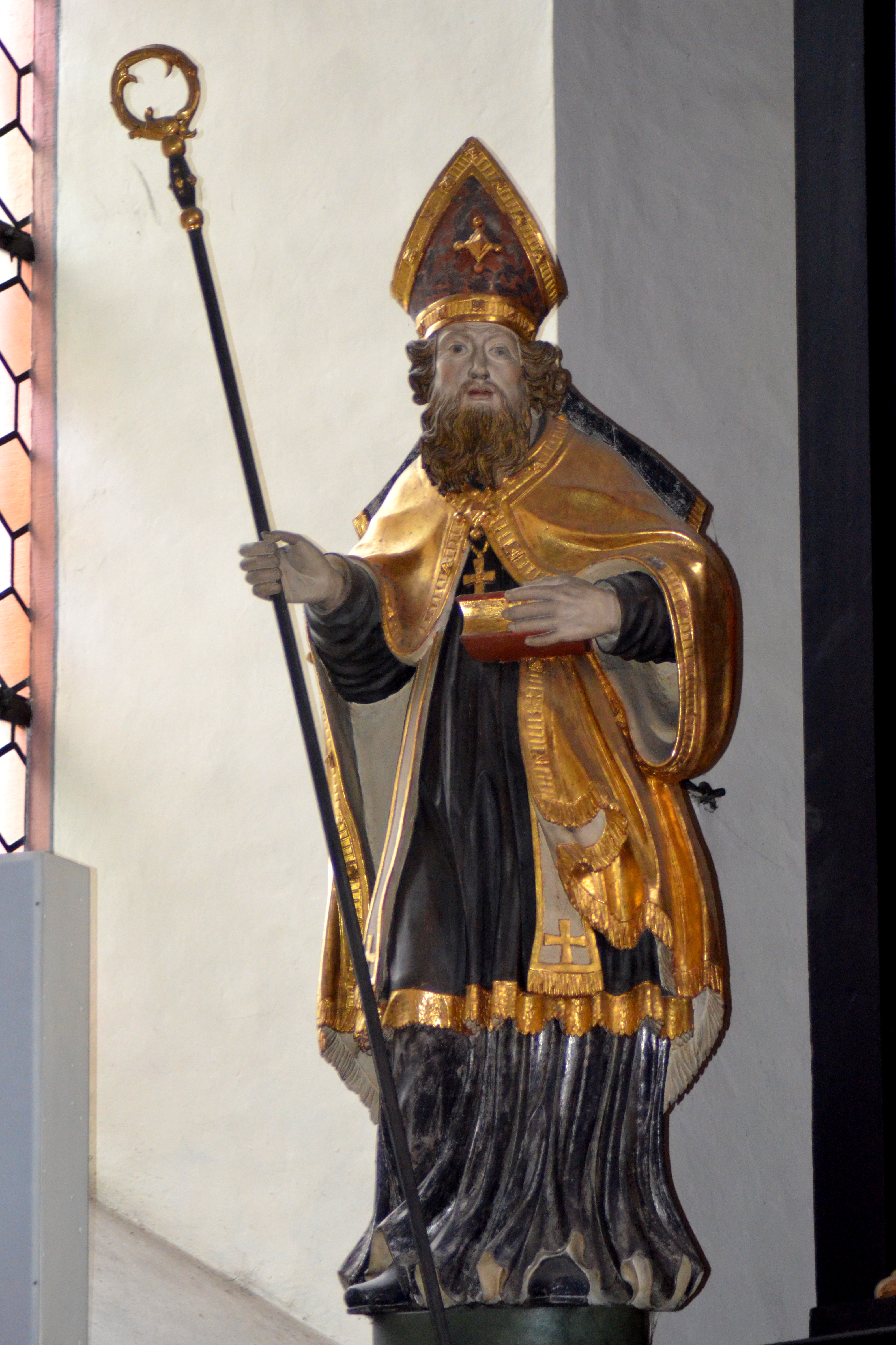
Beeld hoogaltaar
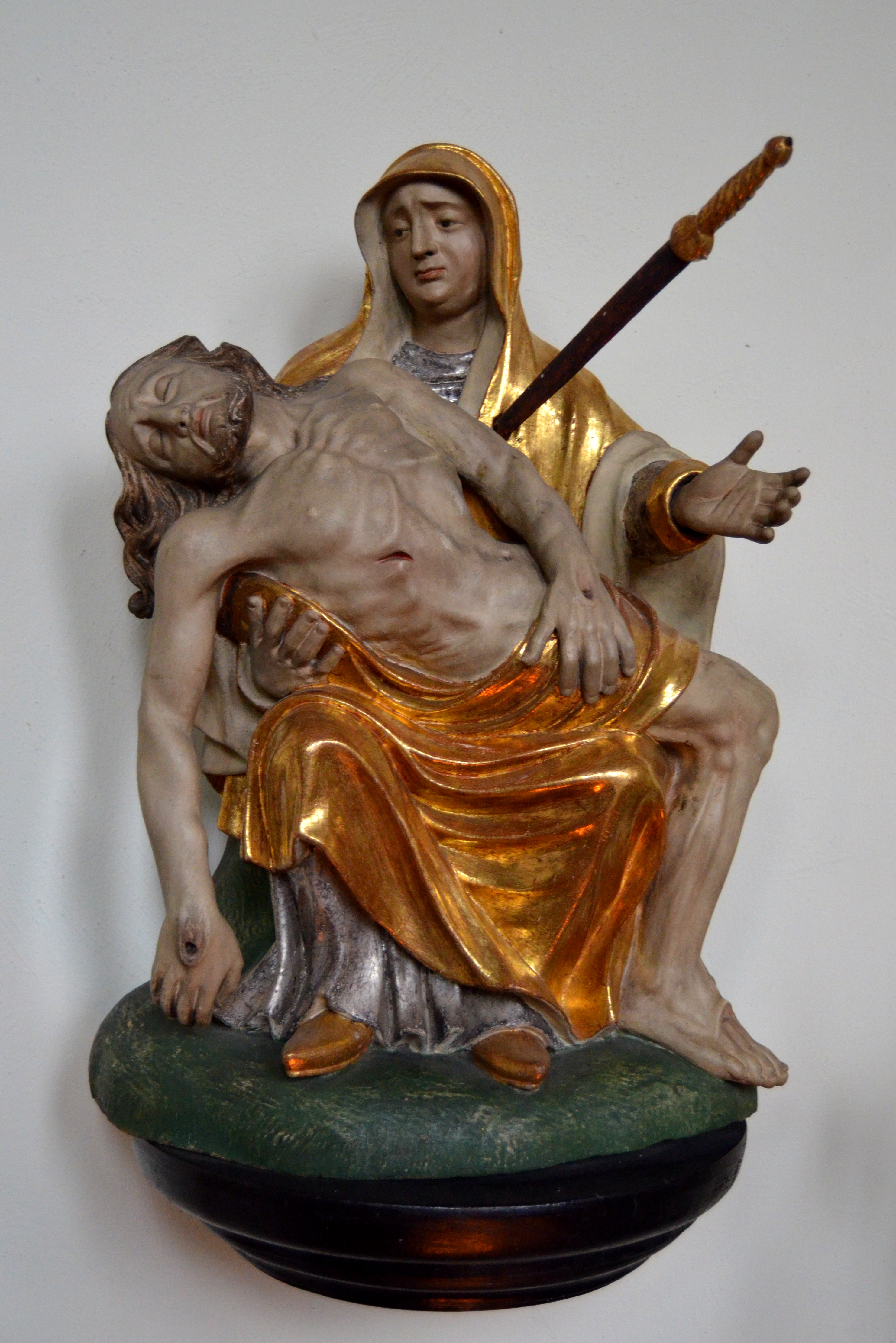
Piëta
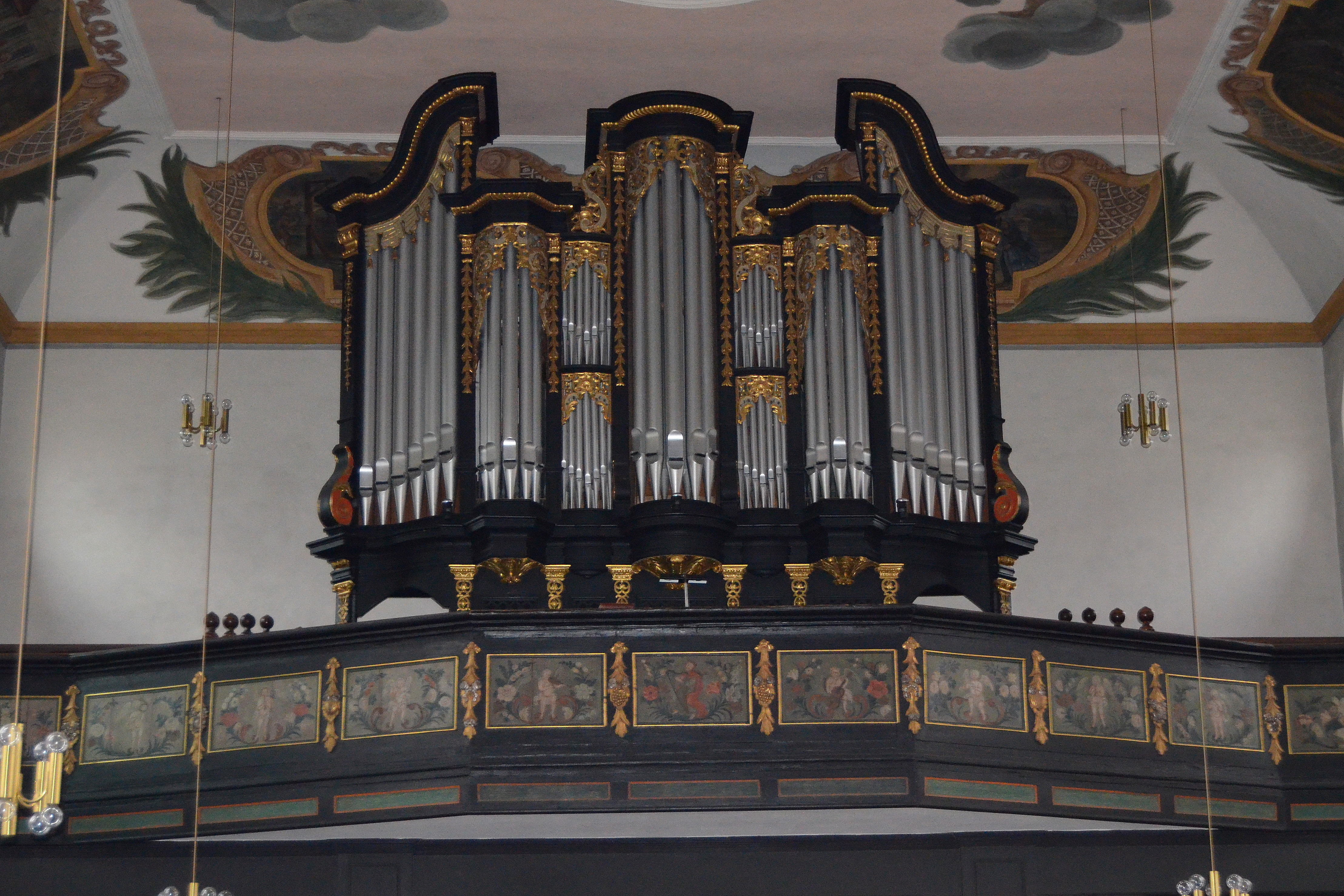
Klais-orgel